# Leon Butler
Leon Butler (né le 2 décembre 1892 à Big Rapids et mort le 15 juin 1973 à Philadelphie) est un rameur d'aviron américain.

## Palmarès

### Jeux olympiques
- Paris 1924
  -  Médaille de bronze en deux barré[1].